# A magyar labdarúgó-válogatott mérkőzései 1907-ben
A magyar labdarúgó-válogatott 1907-ben négy mérkőzést vívott, a megszokott ellenfelekkel: a Cseh Királysággal és Ausztriával. Két vereség, két győzelem a mérleg.
Szövetségi kapitány: Stobbe Ferenc.

## Eredmények
| 11. mérkőzés 1907. április 7. | Magyarország                                 | 5 – 2             | Csehország           | Millenáris-pálya, Budapest Nézőszám: 1 000 Játékvezető: Hajós Alfréd (HUN) |
| 11. mérkőzés 1907. április 7. | Horváth 21' 70' 85' Borbás 57' Molnár II 80' | (1 – 2) Részletek | Pelikan 9' Milka 29' | Millenáris-pálya, Budapest Nézőszám: 1 000 Játékvezető: Hajós Alfréd (HUN) |

| 12. mérkőzés 1907. május 5. | Ausztria                                 | 3 – 1             | Magyarország | Rapid-Platz (Rudolfsheim), Bécs Nézőszám: 2 000 Játékvezető: Hugo Meisl (AUT) |
| 12. mérkőzés 1907. május 5. | F. Dünnmann 54' Schediwy 62' F. Wolf 86' | (0 – 0) Részletek | Károly 87'   | Rapid-Platz (Rudolfsheim), Bécs Nézőszám: 2 000 Játékvezető: Hugo Meisl (AUT) |

| 13. mérkőzés 1907. október 6. | Csehország                            | 5 – 3             | Magyarország                        | Slavia-stadion, Prága Nézőszám: 4 000 Játékvezető: Josef Gruß dr. (AUT) |
| 13. mérkőzés 1907. október 6. | J. Kosek 15' 35' 86' J. Belka 62' 88' | (2 – 3) Részletek | Gorszky 4' Szednicsek 16' Weisz 25' | Slavia-stadion, Prága Nézőszám: 4 000 Játékvezető: Josef Gruß dr. (AUT) |

| 14. mérkőzés 1907. november 3. | Magyarország                                 | 4 – 1             | Ausztria     | Millenáris-pálya, Budapest Nézőszám: 7 000 Játékvezető: Fehéry Ákos (HUN) |
| 14. mérkőzés 1907. november 3. | Borbás 11' 37' Vladar 18' (öngól) Károly 47' | (3 – 0) Részletek | Dünnmann 80' | Millenáris-pálya, Budapest Nézőszám: 7 000 Játékvezető: Fehéry Ákos (HUN) |

## Lásd még
- A magyar labdarúgó-válogatott mérkőzései (1902–1929)
- A magyar labdarúgó-válogatott mérkőzései országonként